# Topologie algébrique
Pour les articles homonymes, voir Algébrique.
La topologie algébrique, anciennement appelée topologie combinatoire, est la branche des mathématiques appliquant les outils de l'algèbre dans l'étude des espaces topologiques. Plus exactement, elle cherche à associer de manière naturelle des invariants algébriques aux structures topologiques associées. La naturalité signifie que ces invariants vérifient des propriétés de fonctorialité au sens de la théorie des catégories.
Elle est fondée entre 1895 et 1904 par Henri Poincaré, à partir de son article « Analysis situs » (1895).

## Invariants algébriques
L'idée fondamentale est de pouvoir associer à tout espace topologique des objets algébriques (nombre, groupe, espace vectoriel, etc.), de sorte qu'à deux espaces homéomorphes soient associées deux structures isomorphes, et plus généralement qu’à une application continue entre deux espaces soit associé un morphisme entre deux structures algébriques. De tels objets sont appelés des invariants algébriques. En utilisant la terminologie de la théorie des catégories, il s'agit d'étudier des foncteurs depuis la catégorie des espaces topologiques sur une catégorie algébrique, comme les catégories de groupes, algèbres, groupoïdes, etc. Des résultats de topologie passent alors par la démonstration plus abordable de propriétés algébriques.
Parmi les invariants notables, citons :
- Le groupe fondamental d'un espace topologique X en un point x : l'ensemble des classes d'homotopie des lacets de X de base x, la loi de composition interne étant la concaténation des lacets.
- Les groupes d'homotopie supérieure d'un espace topologique X en un point x.
- Les groupes d'homologie ou de cohomologie d'un espace topologique X.
- La caractéristique d'Euler d'un espace topologique.
- Les classes caractéristiques d'un fibré vectoriel réel, complexe, euclidien ou hermitien.

## Applications de la topologie algébrique
- Le théorème du point fixe de Brouwer : toute application continue d'une boule fermée de {\displaystyle \mathbb {R} ^{n}} dans elle-même admet un point fixe.
- Le théorème de la boule chevelue : tout champ continu de vecteurs tangents à une sphère de dimension paire s'annule en au moins un point ; en conséquence, un tokamak ne peut avoir une géométrie sphérique.
- Le théorème de Borsuk-Ulam : pour toute application continue de la sphère Sn dans {\displaystyle \mathbb {R} ^{n}}, il existe un couple de points antipodaux qui prennent la même valeur par cette application. Par exemple, à tout instant, il existe deux points à la surface de la Terre diamétralement opposés ayant même température et même pression.

## Topologues algébriques notables
- Frank Adams
- Enrico Betti
- Armand Borel
- Karol Borsuk
- Luitzen Egbertus Jan Brouwer
- William Browder
- Ronald Brown
- Henri Cartan
- Albrecht Dold
- Charles Ehresmann
- Samuel Eilenberg
- Hans Freudenthal
- Peter Freyd
- Pierre Gabriel
- Alexander Grothendieck
- Kathryn Hess
- Friedrich Hirzebruch
- Heinz Hopf
- Michael J. Hopkins
- Witold Hurewicz
- André Joyal
- Egbert van Kampen
- Daniel Kan
- Hermann Künneth
- Jean Lannes
- Solomon Lefschetz
- Jean Leray
- Saunders Mac Lane
- J. Peter May
- Barry Mazur
- John Milnor
- John Coleman Moore
- Emmy Noether
- Sergueï Novikov
- Grigori Perelman
- Henri Poincaré
- Lev Pontriaguine
- Mikhail Postnikov
- Daniel Quillen
- Jean-Pierre Serre
- Stephen Smale
- Edwin Spanier
- Norman Steenrod
- Dennis Sullivan
- René Thom
- Hiroshi Toda (en)
- Leopold Vietoris
- J. H. C. Whitehead
- Hassler Whitney

## Importants théorèmes en topologie algébrique
- Théorème d'approximation cellulaire (en)
- Théorème de Borsuk-Ulam
- Théorème du point fixe de Brouwer
- Théorème des coefficients universels
- Théorème d'Eilenberg-Zilber
- Théorème de suspension de Freudenthal
- Théorème d'Hurewicz
- Théorème de Künneth
- Théorème de dualité de Poincaré
- Théorème de van Kampen
- Théorème de Whitehead
- Théorème du point fixe de Lefschetz